# Séreilhac
Séreilhac este o comună în departamentul Haute-Vienne din centrul Franței. În 2009 avea o populație de 1.811 de locuitori.
Municipalitatea este situată în Occitania.

## Evoluția populației
| An        | 1975  | 1982  | 1990  | 1999  | 2006  | 2009  |
| --------- | ----- | ----- | ----- | ----- | ----- | ----- |
| Populație | 1.352 | 1.462 | 1.614 | 1.595 | 1.644 | 1.811 |